# Clean Bandit
Clean Bandit is een Britse band uit Cambridge. De groep werd in 2008 gevormd en brak in 2014 internationaal door met het nummer Rather Be dat als single en op het debuutalbum New Eyes uit hetzelfde jaar verscheen. Ze scoorden vervolgens internationale hits met de nummers Rockabye, Symphony en Solo die alle drie als single werden uitgebracht en op het tweede album What Is Love? uit 2018 stonden. De band kenmerkt zich door strijkinstrumenten te combineren met elektronische muziek en door hun samenwerking met gastvocalisten.

## Bezetting
Huidig
- Grace Chatto (2008 – heden): cello, percussie, producer en zang
- Jack Patterson (2008 – heden): basgitaar, keys, piano, producer en zang
- Luke Patterson (2008 – heden): drums

Voormalig
- Neil Amin-Smith (2008 – 2016): viool en piano
- Ssegawa-Ssekintu Kiwanuka (2008 – 2010): zang

## Biografie

### Beginjaren: 2008 tot 2012
De bandleden leerden elkaar kennen tijdens hun studententijd aan het Jesus College van de Universiteit van Cambridge. Amin-Smith en Chatto kenden elkaar van vroeger en speelden samen in een strijkkwartet. De band werd gevormd in 2008 nadat Jack Patterson – Chatto's toenmalige vriend – opnames van het strijkkwartet begon te bewerken op de computer. De groep trad vervolgens ook op, maar kon zich door studieverplichtingen niet volledig toeleggen op het maken van muziek. Dit veranderde toen Chatto en Patterson een jaar in Moskou woonden. Patterson schreef daar het nummer Mozart's House dat Mozarts strijkkwartet nr. 21 combineerde met elektronische muziek. Ze lieten hierop Amin-Smith, Pattersons broer Luke en Kiwanuka overkomen en filmden daar de muziekvideo die in oktober 2010 uitkwam. Aan de tijd in Rusland dankt Clean Bandit ook zijn naam. Het is een letterlijke vertaling van de Russische uitdrukking 'чистая бандитка' (transliteratie: chistaja banditka) dat zoiets betekent als 'brutale deugniet'.
In de zomer van 2011 bracht Clean Bandit het nummer Telephone Banking als muziekvideo uit in samenwerking met Love Ssega (artiestennaam van Kiwanuka) en in december werd Mozart's House voor het eerst uitgegeven als muziekdownload.  Daarnaast richtten Chatto en Jack dat jaar een eigen filmmaatschappij op om muziekvideo's voor de band en andere artiesten te maken.

### New Eyes: 2012 tot 2015

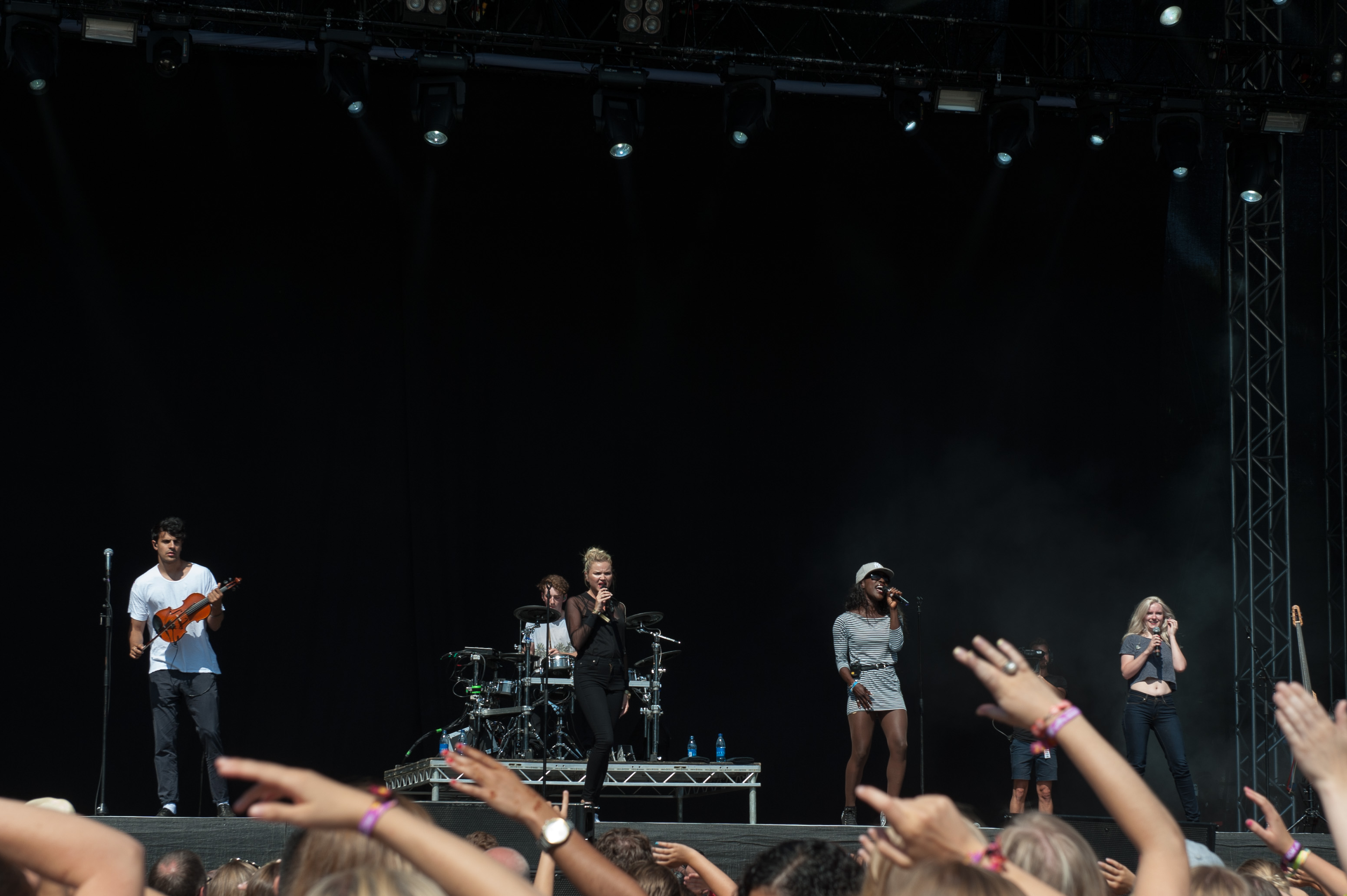
Clean Bandit bij Way Out West in Göteborg (2014) met v.l.n.r.: Neil Amin-Smith, Luke Patterson, Florence Rawlings, Elisabeth Troy en Grace Chatto

In 2012 tekende Clean Bandit een contract bij Atlantic Records. In december verscheen bovendien de debuutsingle A+E met Kandaka Moore and Nikki Cislyn. Het nummer werd uitgegeven door het label Black Butter Records en behaalde plek honderd op de UK Singles Chart. In maart 2013 werd Mozart's House opnieuw als single uitgebracht; het bereikte ditmaal de zeventiende positie in de Britse hitlijst. De derde single, Dust Clears (met de zang van Noonie Bao),  verscheen in juli en piekte op plek 43. Begin 2014 brak Clean Bandit internationaal door met hun vierde single Rather Be in samenwerking met Jess Glynne. Het nummer behaalde in januari de eerste plaats in het Verenigd Koninkrijk en bereikte vervolgens ook in andere landen plek één in de hitlijsten, waaronder in Nederland waar het elf weken op rij bovenaan in de Top 40 stond en de hit van het jaar werd. In de Verenigde Staten bereikte het nummer verder de tiende plek op de Billboard Hot 100. Rather Be was daarnaast het op-een-na-best verkochte nummer in het Verenigd Koninkrijk van 2014 en won in 2015 een grammy in de categorie Best Dance Recording.
Naar aanleiding van het succes maakte Clean Bandit in april 2014 zijn optreden op televisie bij het BBC-programma Later with Jools Holland. In mei bracht de band vervolgens hun debuutalbum New Eyes uit waarvan de standaardeditie naast de eerder genoemde singles in totaal uit dertien nummers bestaat. Ze werkten hiervoor onder meer samen met Rae Morris, Elisabeth Troy en Lizzo. De nummers Extraordinary (met Sharna Bass) en Come Over (met Stylo G) werden daarnaast als single uitgegeven, maar kenden matiger succes dan Rather Be. In november werkte de groep opnieuw samen met Glynne voor het nummer Real Love dat de tweede plaats in het Verenigd Koninkrijk behaalde. In 2015 verscheen Stronger met de zang van Alex Newell en Shaun Bass dat plek vier in de Britse hitlijst bereikte. Beide nummers werden later toegevoegd aan de speciale editie van New Eyes.

### What Is Love?: 2016 tot heden
In mei 2016 bracht de groep de single Tears uit met Louisa Johnson, winnares van de Britse X Factor in 2015. Tears piekte op plek vijf in de Britse hitlijst en was het eerste nummer voor het nieuwe album. In oktober dat jaar werd bekend dat violist Amin-Smith de band had verlaten. Twee dagen later, op 21 oktober, kwam de nieuwe single Rockabye uit in samenwerking met Sean Paul en Anne-Marie. Rockabye werd in november de tweede nummer-één-hit in het Verenigd Koninkrijk voor Clean Bandit en stond later ook in andere landen bovenaan de hitlijsten. In maart 2017 volgde de single Symphony met Zara Larsson dat eveneens de eerste plaats in de Britse – alsook in een aantal internationale – hitlijsten behaalde. In juni verscheen het nummer Disconnect in samenwerking met Marina and the Diamonds als download, nadat ze dit in 2015 tijdens Coachella al eens live ten gehore hadden gebracht. De vierde single, I Miss You, met Julia Michaels werd eind oktober uitgebracht. Het nummer piekte op plek vier in de UK Singles Charts en behaalde zowel in de Vlaamse als Waalse Ultrapop 50 de vijfde plaats.
In mei 2018 kwam het nummer Solo uit. De samenwerking met Demi Lovato was de bands vierde nummer-één-hit in het Verenigd Koninkrijk en sloeg ook internationaal aan. In november volgde de single Baby met Marina en Luis Fonsi en werd tevens het tweede album What Is Love? uitgebracht. Het album omvatte naast de eerder genoemde nummers in totaal zestien tracks en kende samenwerkingen met onder andere Anne-Marie, Big Boi, Charli XCX, Love Ssega en Rita Ora. Het nummer Mama met Ellie Goulding werd in februari 2019 als single uitgegeven. Later dat jaar verscheen het nummer Lost in samenwerking met de Japanse band End of the World.

## Discografie

### Albums
- A+E (2012, ep)
- Dust Clears (2013, ep)
- New Eyes (2014)
- What Is Love? (2018)

### Singles
- Christmas Special (2010)
- Mozart's House (2010, met Love Ssega) [Warner]
- Telephone Banking (2011, met Love Ssega)
- A+E (2012, met Kandaka Moore & Nikki Cislyn)
- Nightingale (2012, met Nikki Cislyn) [Warner]
- Intentions (2013, met Gorgon City) [Black Butter Records]
- Dust Clears (2013, met Noonie Bao) [Warner]
- Rihanna (2013)
- Rather Be (2014, met Jess Glynne) [Warner]

- Extraordinary (2014, met Sharna Bass) [Warner]
- Come Over (2014, met Stylo G) [Warner]
- Real Love (2014, met Jess Glynne) [Warner]
- Stronger (2015) [Warner]
- Tears (2016, met Louisa Johnson) [Warner]
- Rockabye (2016, met Sean Paul & Anne-Marie)
- Symphony (2017, met Zara Larsson)
- Disconnect (2017, met Marina and the Diamonds)
- I Miss You (2017, met Julia Michaels)
- Solo (2018, met Demi Lovato)
- Baby (2018, met Marina & Luis Fonsi)
- Out At Night (2018, met KYLE & Big Boi)
- Mama (2019, met Ellie Goulding)
- Tick Tock (2020, met Mabel en 24kGoldn)
- Higher (2021, met Ian Diorr)
- Drive (2021, met Topic en Wes Nelson)
- How Will I Know (2021, met Whitney Houston)

## Hitlijsten

### Albums
| Album met eventuele hitnotering(en) in de Nederlandse Album Top 100 | Datum van verschijnen | Datum van binnenkomst | Hoogste positie | Aantal weken | Opmerkingen |
| ------------------------------------------------------------------- | --------------------- | --------------------- | --------------- | ------------ | ----------- |
| New Eyes                                                            | 30-05-2014            | 07-06-2014            | 22              | 9            |             |
| What Is Love?                                                       | 30-11-2018            | 08-12-2018            | 47              | 1            |             |

| Album met hitnotering(en) in de Vlaamse Ultratop 200 albums | Datum van verschijnen | Datum van binnenkomst | Hoogste positie | Aantal weken | Opmerkingen |
| ----------------------------------------------------------- | --------------------- | --------------------- | --------------- | ------------ | ----------- |
| New Eyes                                                    | 2014                  | 07-06-2014            | 39              | 17           |             |
| What Is Love?                                               | 2018                  | 08-12-2018            | 56              | 16           |             |

### Singles
| Single met eventuele hitnotering(en) in de Nederlandse Top 40 | Datum van verschijnen | Datum van binnenkomst | Hoogste positie | Aantal weken | Opmerkingen                                                                        |
| ------------------------------------------------------------- | --------------------- | --------------------- | --------------- | ------------ | ---------------------------------------------------------------------------------- |
| Rather Be                                                     | 17-01-2014            | 15-02-2014            | 1(11wk)         | 31           | met Jess Glynne / Nr. 1 in de Single Top 100 / Alarmschijf / Hit van het jaar 2014 |
| Extraordinary                                                 | 2014                  | 28-06-2014            | 37              | 3            | met Sharna Bass / Nr. 66 in de Single Top 100 / Alarmschijf                        |
| Real Love                                                     | 2014                  | 25-10-2014            | tip16           | -            | met Jess Glynne                                                                    |
| Stronger                                                      | 2015                  | 20-06-2015            | tip14           | -            |                                                                                    |
| Tears                                                         | 2016                  | 04-06-2016            | 26              | 11           | met Louisa Johnson / Nr. 36 in de Single Top 100                                   |
| Rockabye                                                      | 2016                  | 05-11-2016            | 1(5wk)          | 24           | met Anne-Marie & Sean Paul / Nr. 1 in de Single Top 100 / Alarmschijf              |
| Symphony                                                      | 2017                  | 01-04-2017            | 3               | 24           | met Zara Larsson / Nr. 4 in de Single Top 100                                      |
| I Miss You                                                    | 2017                  | 18-11-2017            | 17              | 13           | met Julia Michaels / Nr. 10 in de Single Top 100                                   |
| Solo                                                          | 2018                  | 09-06-2018            | 4               | 20           | met Demi Lovato / Nr. 14 in de Single Top 100                                      |
| Baby                                                          | 2018                  | 01-12-2018            | 21              | 5            | met Marina and the Diamonds & Luis Fonsi / Alarmschijf                             |
| Tick Tock                                                     | 2020                  | 19-09-2020            | 12              | 19           | met Mabel & 24kGoldn                                                               |
| Higher                                                        | 2021                  | 30-01-2021            | tip1            | -            | met Iann Dior                                                                      |
| How Will I Know                                               | 2021                  | 25-09-2021            | tip26           | -            | met Whitney Houston                                                                |
| Everything but You                                            | 2022                  | 26-02-2022            | tip10           | 4            | met A7S                                                                            |
| Cry Baby                                                      | 2024                  | 09-08-2024            | 10              | 21           | met Anne Marie & David Guetta / Alarmschijf                                        |

| Single met hitnotering(en) in de Vlaamse Ultratop 50 | Datum van verschijnen | Datum van binnenkomst | Hoogste positie | Aantal weken | Opmerkingen                                  |
| ---------------------------------------------------- | --------------------- | --------------------- | --------------- | ------------ | -------------------------------------------- |
| Intentions                                           | 2013                  | 07-09-2013            | tip88           | -            | met Gorgon City                              |
| Rather Be                                            | 2014                  | 22-02-2014            | 2               | 26           | met Jess Glynne / Nr. 2 in de Radio 2 Top 30 |
| Extraordinary                                        | 2014                  | 07-06-2014            | tip4            | -            | met Sharna Bass                              |
| Come Over                                            | 2014                  | 02-08-2014            | tip7            | -            | met Stylo G                                  |
| Real Love                                            | 2014                  | 25-10-2014            | tip9            | -            | met Jess Glynne                              |
| Stronger                                             | 2015                  | 18-04-2015            | tip79           | -            |                                              |
| Tears                                                | 2016                  | 11-06-2016            | tip24           | -            | met Louisa Johnson                           |
| Rockabye                                             | 2016                  | 19-11-2016            | 2               | 23           | met Anne-Marie & Sean Paul                   |
| Symphony                                             | 2017                  | 08-04-2017            | 3               | 29           | met Zara Larsson                             |
| Disconnect                                           | 2017                  | 22-07-2017            | tip             | -            | met Marina and the Diamonds                  |
| I Miss You                                           | 2017                  | 18-11-2017            | 5               | 26           | met Julia Michaels                           |
| Solo                                                 | 2018                  | 02-06-2018            | 3               | 29           | met Demi Lovato                              |
| Baby                                                 | 2018                  | 17-11-2018            | tip5            | -            | met Marina and the Diamonds & Luis Fonsi     |
| Mama                                                 | 2019                  | 23-02-2019            | tip             | -            | met Ellie Goulding                           |
| Tick Tock                                            | 2020                  | 29-08-2020            | tip3            | -            | met Mabel & 24kGoldn                         |
| Higher                                               | 2021                  | 06-02-2021            | tip             | -            | met Iann Dior                                |
| Cry Baby                                             | 2024                  | 09-08-2024            | 27              | 13           | met Anne Marie & David Guetta                |

### NPO Radio 2 Top 2000
| Nummer met noteringen in de NPO Radio 2 Top 2000 | '14  | '15  |
| ------------------------------------------------ | ---- | ---- |
| Rather be (met Jess Glynne)                      | 1658 | 1581 |

1. ↑  Een vetgedrukt getal geeft de hoogste notering aan.
2. ↑  2014 was het eerste jaar met een notering voor dit nummer.
3. ↑  Deze tabel is bijgewerkt tot en met de laatste editie (2024).